# Terzo segreto di Fátima

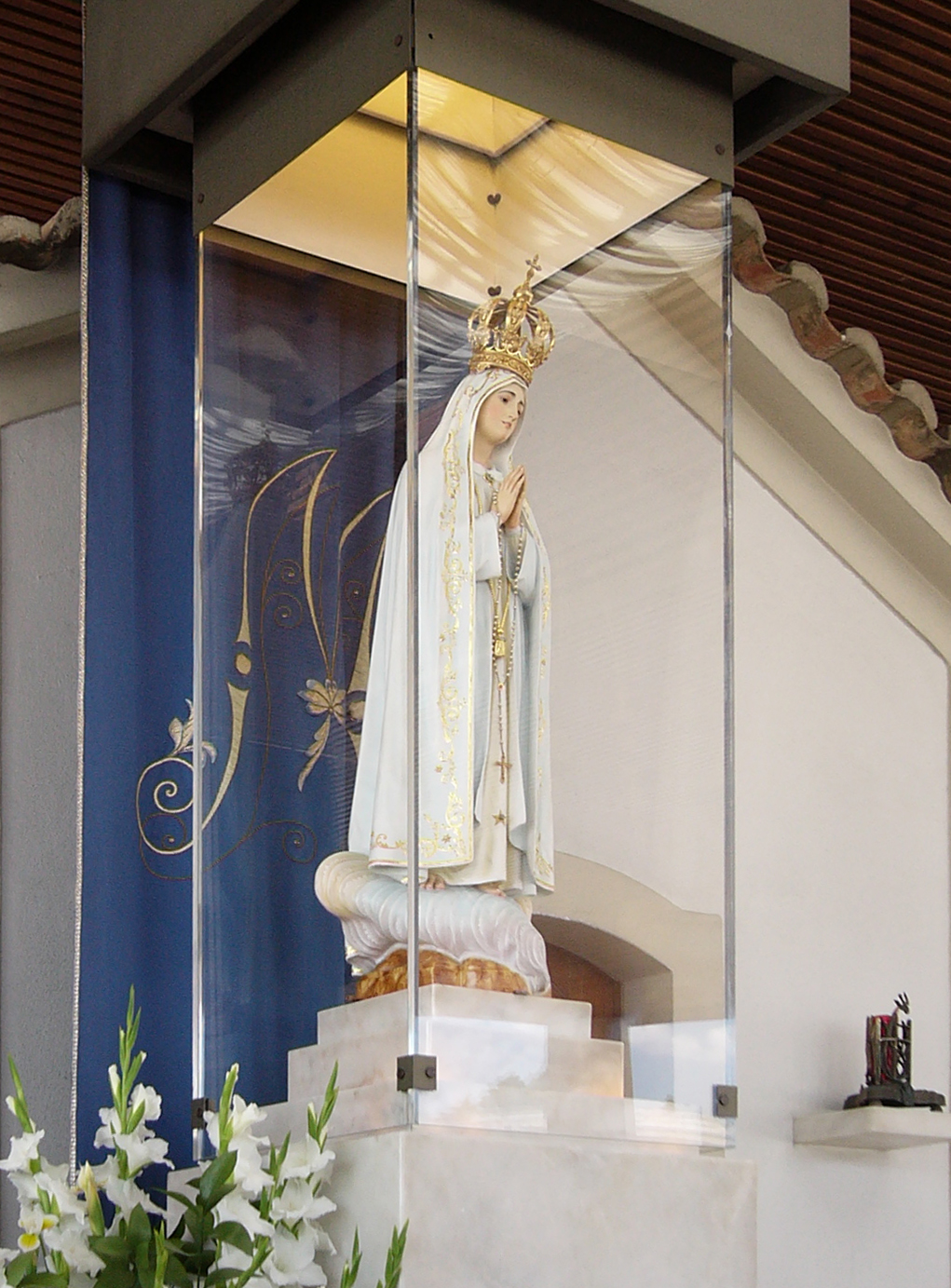
Fátima, raffigurazione della Madonna di Fátima

Il terzo segreto di Fátima consiste, secondo la Chiesa cattolica, nel messaggio segreto comunicato dalla Vergine Maria a tre pastorelli ai quali sarebbe apparsa, a Fátima (in Portogallo), dal 13 maggio al 13 ottobre 1917. La trascrizione delle prime due parti del segreto si trova nella terza memoria di suor Lúcia del 31 agosto 1941: gli altri due pastorinhos, Jacinta e Francisco, erano morti infatti subito dopo la prima guerra mondiale. Nella successiva stesura, l'8 dicembre dello stesso anno, suor Lucia vi aggiunse qualche annotazione. La terza parte fu da lei scritta su ordine del vescovo di Leiria il 3 gennaio 1944 e consegnata in busta chiusa, sulla quale si legge: "Per ordine espresso di Nostra Signora questa busta può essere aperta nel 1960...". 
Il testo del terzo segreto di Fatima, non rivelato né da papa Giovanni XXIII né dai suoi immediati successori, venne reso noto soltanto nel 2000 per volontà di papa Giovanni Paolo II. 
Il cardinale Joseph Ratzinger, futuro papa Benedetto XVI, che aveva mostrato di conoscere il segreto, insieme al papa e a suor Lucia, dichiarò nel 1996 a una radio portoghese che non c'era nulla di preoccupante nel segreto, e che rimaneva tale per evitare di confondere la profezia religiosa con il sensazionalismo.

## Il testo del Terzo segreto di Fatima
Questo è il testo del messaggio, reso pubblico dalla Chiesa cattolica nel 2000:

## Interpretazione
Papa Giovanni Paolo II aveva una speciale devozione nei confronti della Madonna di Fátima. In particolare riteneva che la Madonna stessa fosse intervenuta per guidare la traiettoria del proiettile durante l'attentato del 13 maggio 1981 di cui era stato vittima, impedendo che raggiungesse organi vitali, uccidendolo. Uno dei proiettili è incastonato nella corona della Vergine custodita nel santuario di Fátima.
Il terzo segreto è stato interpretato dall'allora prefetto della Congregazione per la dottrina della fede, cardinale Joseph Ratzinger, alla luce di questi eventi, come riguardante principalmente la persecuzione dei cristiani, fino al tentativo di uccisione di un «...vescovo vestito di bianco», che i veggenti di Fátima ebbero «...il presentimento che fosse il Santo Padre». Viene però precisato che il testo del messaggio sarebbe simbolico e povero di riferimenti concreti a fatti storici o biografici, tali da renderne impossibile un'attribuzione certa e indubitabile, tanto che la Congregazione per la dottrina della fede stessa fornisce solamente "un tentativo di interpretazione del «segreto» di Fatima".
Ci sono altri studiosi delle apparizioni di Fátima che ipotizzano non si tratti di una visione simbolica. Il giornalista Antonio Socci, argomentando sul fatto che i pastorelli hanno riconosciuto che il personaggio era un vescovo, ma hanno avuto solo l'impressione che fosse il santo padre vedendolo vestito di bianco, ipotizza che possa trattarsi veramente di un papa illegittimo, di un antipapa, di un usurpatore. Questo aprirebbe la strada all'ulteriore interpretazione che il "Vescovo vestito di bianco" e il "Santo Padre", che poco dopo attraversa la città in rovina, possano essere in realtà due soggetti distinti della visione, rendendo possibile un'interpretazione della visione completamente diversa da quella che è stata data nel 2000. Sul significato, invece, afferma che forse la terza parte del segreto - fra le altre cose - prospetta una Terza guerra mondiale in cui precipiterebbe l'umanità se si ostinasse ancora sulla via del male.
Sulle stesse posizioni si ritrovano i membri del movimento fatimita, che fa capo al sacerdote padre Nicholas Gruner, il quale per scongiurare tale sciagurata eventualità e arrivare al trionfo del Cuore Immacolato di Maria, sostiene una petizione al papa per una consacrazione esplicita della Russia.

## Commenti
Diverse furono le reazioni del mondo laico all'annuncio della terza parte del segreto di Fatima: dallo scettico all'apologetico. Appartiene alla prima categoria la dichiarazione di Enrico Deaglio:
(Enrico Deaglio, Patria 1978-2008, p. 265)
La stampa italiana, per contro, assunse per lo più la seconda, ad esempio La Repubblica commentava con Gad Lerner:
(Gad Lerner, La Repubblica, 14 maggio 2000)
La Stampa pubblicò un pezzo di Marco Tosatti nel quale si riportano le dichiarazioni del cardinal Angelo Sodano, Segretario di Stato Vaticano, intercalandole con commenti:
(La Stampa)
Il Corriere della Sera, invece, affidò il commento a Roberto Zuccolini, che si mantiene equidistante dalle due posizioni.
Il New York Times, oltre a commentare le parole di Sodano, ricordò che, per far rivelare il segreto, un monaco trappista nel 1981 dirottò un aereo della compagnia Aer Lingus
.
Il commento ufficiale del testo è stato affidato alla Congregazione per la Dottrina della Fede. Il cardinal Joseph Ratzinger, prefetto della Congregazione, apriva il suo commento teologico con queste parole:
(Joseph Ratzinger)
Dopo l'analisi dettagliata del testo, Ratzinger conclude così:
(Joseph Ratzinger)
Tuttavia, una volta divenuto papa Benedetto XVI, il 13 maggio 2010, dichiarò - tra le altre cose - nell'omelia a Fatima: «Si illuderebbe chi pensasse che la missione profetica di Fatima sia conclusa».